# Владан Грујић
Владан Грујић (Бања Лука, 17. мај 1981) је бивши српски фудбалер из Републике Српске, Босне и Херцеговине. Висок је 186 цм, а играо је на позицији задњег везног.

## Клубови
У каријери је играо за 12 различитих клубова. Након Борца упутио се у Беград прво у ФК Обилић затим у ФК Црвена звезда. Преостали клубови за које је наступао биле су Келн, Аланија, Литех, Сарајево, норвешки Мос те грчки Аеп и Арис. У матични клуб Борац из Бање Луке се вратио у сезони 2012/13 и од тада је забиљежио нових 29 наступа чиме се сврстао у групу фудбалера овога клуба који су за Борац у лигашким такмичењима наступали више од стотину пута.